# Vitex longisepala
Espèce
Synonymes
- Vitex longisepala var. longipes Moldenke[1]
- Vitex vestita var. bracteata Moldenke[1]

Statut de conservation UICN

 LC  : Préoccupation mineure
Vitex longisepala est une espèce de plantes à fleurs de la famille des Lamiaceae.

## Liste des variétés
Selon Tropicos (12 avril 2019) :
- variété Vitex longisepala var. longipes Moldenke

## Publication originale
- Bulletin of Miscellaneous Information, Royal Gardens, Kew 1908: 112. 1908.